# Arabiska
Arabiska (اَلْعَرَبِيَّةُ, al-arabiyya) är det största av de semitiska och afroasiatiska språken och ett av de fem största språken i världen, och det liturgiska språket för islam. Språket skrivs med det arabiska alfabetet och är gemensamt för i stort sett hela arabvärlden. Det är ett av Förenta Nationernas officiella språk.
Arabiskan uppdelas främst i tre huvudvarieteter: modern standardarabiska, klassisk arabiska samt dialekterna. Modern standardarabiska skiljer sig framför allt i ordförrådet från klassisk arabiska, medan de olika dialekterna uppvisar stora olikheter både inbördes och mot klassisk och modern standardarabiska. De äldsta bevarade skrifterna på arabiska återfinns bland Fayoum papyri. Den moderna standardarabiskan används primärt som skriftspråk men nyttjas även muntligt i formella sammanhang som konferenser, nyhetsutsändningar och dylikt. Den klassiska arabiskan är den islamiska världens kulturspråk och brukas i Koranen och den klassiska litteraturen. Modersmålstalande araber har en av dialekterna som modersmål. Dialekterna används för muntlig kommunikation i alla informella sammanhang.
På grund av det arabiska språkets geografiska utbredning och dess roll som islams språk och som kultur- och elitspråk har det haft ett stort inflytande på många andra språk.

## Antal talare och status
Det uppskattas att cirka 420 miljoner personer talar arabiska. Arabiska talas som första språk av cirka 280 miljoner personer.
Modern standardarabiska har 273,9 miljoner talare, vilket betyder att det är världens sjätte mest talade språk. Andra stora varianter av arabiska är bl.a.:
- Egyptisk arabiska: 64,6 miljoner talare
- Marockansk arabiska: 32,6 miljoner talare
- Algerisk arabiska: 32,4 miljoner talare
- Sudanesisk arabiska: 31,9 miljoner talare
- Nordlevantinsk arabiska: 24,6 miljoner talare
- Övre Egypten-arabiska: 22,4 miljoner talare
- Irakisk arabiska: 15,7 miljoner talare
- Hijazarabiska: 14,5 miljoner talare
- Sydlevantinsk arabiska: 11,6 miljoner talare
- Tunisisk arabiska: 11,6 miljoner talare
- Sanaas arabiska: 11,4 miljoner talare

Arabiskan är officiellt språk i 26 länder.
1. Algeriet
2. Bahrain
3. Djibouti
4. Egypten
5. Eritrea
6. Förenade arabemiraten
7. Irak
8. Jemen
9. Jordanien
10. Komorerna
11. Kuwait
12. Libanon
13. Libyen
14. Mali
15. Mauretanien
16. Marocko
17. Oman
18. Palestina (delvis erkänd)
19. Qatar
20. Saudiarabien
21. Somalia
22. Somaliland (delvis erkänd)
23. Sudan
24. Syrien
25. Tchad
26. Tunisien
27. Västsahara (delvis erkänd)

Dessutom är arabiskan också officiellt språk i flera internationella organisationer: Förenta nationerna, Arabförbundet, Islamiska konferensorganisationen. FN firar den internationella dagen för det arabiska språket årligen den 18 december.
Arabiskan är också det heliga språket i islam: enligt religionen är alla andra språkversioner av Koranen bara mänskliga tolkningar.

## Modern standardarabiska och de arabiska dialekterna
Termen ”arabiska” kan syfta antingen på standardarabiska (högarabiska – allmänt skrift- och massmediespråk i arabvärlden) eller på de många dialektala varieteterna av arabiska (nyarabiska). I arabvärlden gör man i regel ingen åtskillnad mellan klassisk och modern standardarabiska. Högarabiska al-luġatu l-ʻarabiyyatu l-fuṣḥā (اللغة العربية الفصحى) syftar både på det språk som används idag runtom i Nordafrika och Mellanöstern och språket som används i till exempel Koranen.
Dialektal arabiska syftar på de många nationella eller regionala varieteter som härstammar från klassisk arabiska och utgör det vardagliga talspråket. Dessa skiljer sig ibland så mycket från varandra att de inte är ömsesidigt förståeliga. Dessa dialekter används vanligen inte i skrift, förutom i text menad att återge talspråk, så som teater- och filmmanus och direkt återgiven dialog i skönlitteratur. Standardarabiska är det officiella språket i alla arabländer och den enda form av arabiska som lärs ut i skolor på alla nivåer. Kairoarabiska har dock fått internationell spridning genom användning i filmer och TV-serier, och som skriftspråk har egyptisk (ny)arabiska etablerat en egen version av Wikipedia.
Den sociolingvistiska situationen för arabiskan i nutid är ett tydligt exempel på diglossi – användandet av två skilda varianter av samma språk, vanligen i olika sociala situationer. I fallet arabiska kan utbildade araber från olika länder antas kunna tala både sin egen lokala dialekt och den högarabiska de lärt sig i skolan (i samma grad eller lägre). Denna diglossisituation underlättar kodväxling där en talare växlar fram och tillbaka mellan de två varieteterna av samma språk, ibland till och med inom samma mening. I de fall då araber från olika länder samtalar och finner att deras dialekter inte är ömsesidigt förståeliga (till exempel en marockan som talar med en libanes) brukar båda kunna gå över till högarabiska, eller pendla däremellan, för att kunna kommunicera.
Eftersom nutida arabiskt skriftspråk skiljer sig från det arabiska skriftspråket under Koranens tid har det blivit vanligt bland västerländska och icke-arabiska kännare av arabiskan att kalla Koranens språk klassisk arabiska och det nutida språket i medierna och formellt tal standardarabiska. Araber brukar däremot använda termen fuṣḥā om båda formerna och därmed lägga större tyngdpunkt på likheterna mellan de två.
Skillnaden mellan Koranens arabiska och dagens standardarabiska är framför allt uppdateringar av ordförrådet, även om nyarabiskan tagit in allt fler lånord från högarabiskan. De syntaktiska och grammatiska reglerna är desamma.

## Fonologi
Beskrivningen av fonemen avspeglar uttalet av standardarabiska.

### Vokaler
Arabiskan har tre vokaler, med korta och långa varianter, plus två diftonger: a [ɛ̈] (öppet e-ljud, centraliserat), i [ɪ], u [ʊ]; ā [æː], ī [iː], ū [uː]; ai (ay) [ɛ̈ɪ], au (aw) [ɛ̈ʊ]. De långa vokalerna hålls cirka 35% längre än dess korta motsvarigheter. Allofoniskt, efter velariserade konsonanter (se nedan), uttalas vokalen a som [ɑ], ā som [ɑː] (även efter r), ai som [ɑɪ] och au som [ɑʊ].

### Konsonanter[19]
|             |             | Bilabial | Inter- dental | Dental | Dental | Post- alveolar | Palatal | Velar | Uvular | Faryn- gal | Glottal |
| vanlig      | emfatisk    | Bilabial | Inter- dental |        |        | Post- alveolar | Palatal | Velar | Uvular | Faryn- gal | Glottal |
| ----------- | ----------- | -------- | ------------- | ------ | ------ | -------------- | ------- | ----- | ------ | ---------- | ------- |
| Klusil      | tonlös      |          |               | t      | tˁ     |                |         | k     | q      |            | ʔ       |
| Klusil      | tonande     | b        |               | d      | dˁ     | ʤ¹             |         |       |        |            |         |
| Frikativa   | tonlös      | f        | θ             | s      | sˁ     | ʃ              |         | x     |        | ħ          | h       |
| Frikativa   | tonande     |          | ð             | z      | ðˁ     |                |         | ɣ     |        | ʕ          |         |
| Nasal       | Nasal       | m        |               | n      |        |                |         |       |        |            |         |
| Lateral     | Lateral     |          |               | l ²    |        |                |         |       |        |            |         |
| Tremulant   | Tremulant   |          |               | r      |        |                |         |       |        |            |         |
| Approximant | Approximant | w        |               |        |        |                | j       |       |        |            |         |

1. [ʤ] uttalas som [ɡ] av en del talare. Det är särskilt karakteristiskt för de egyptiska och sydyemenitiska dialekterna. I många delar av Nordafrika och i Levanten uttalas det som [ʒ].
2. /l/ uttalas [lˁ] endast i /ʔalˁːɑːh/, Guds namn, alltså Allah, när ordet följer a, ā, u eller ū (efter i eller ī är det ovelariserat: bismi l-lāh /bɪsmɪlːæːh/).
3. /ʕ/ är vanligtvis en fonetisk approximant.
4. I många språkvarieteter (om inte de flesta) är /ħ, ʕ/ epiglottala [ʜ, ʢ] (trots vad som sägs i många äldre verk).

De konsonanter som traditionellt kallas "emfatiska" /tˁ, dˁ, sˁ, ðˁ/ är antingen velariserade [tˠ, dˠ, sˠ, ðˠ] eller faryngaliserade [tˁ, dˁ, sˁ, ðˁ]. I vissa transkriptionssystem visas emfasen genom att stor bokstav används, till exempel skrivs /dˁ/ ‹D›. I andra är bokstaven understruken eller har en punkt under sig, till exempel ‹ḍ›.
Vokaler och konsonanter kan vara (fonologiskt) korta eller långa. Långa (geminerade) konsonanter dubbelskrivs normalt i latinsk transkription (det vill säga bb, dd, etcetera), vilket avspeglar närvaron av det arabiska diakritiska tecknet shaddah, som markerar förlängda konsonanter. Sådana konsonanter hålls   två gånger så länge som korta konsonanter. Denna konsonantförlängning är fonematiskt kontrastiv: exempelvis qabala "han mottog" och qabbala "han kysste".

### Stavelsestruktur
Arabiskan har två sorters stavelser: öppna stavelser (KV) och (KVV) samt slutna stavelser (KVK), (KVVK) och (KVKK). Varje stavelse börjar med en konsonant – eller också lånas en konsonant från ett tidigare ord genom elision, särskilt i fallet med den bestämda artikeln al (använt när ett yttrande inleds) eller -l (använt när artikeln följer ett ord), till exempel baytu -l mudiir “direktörens hus”, vilket blir bay-tul-mu-diir när det delas upp i stavelser. I sig själv skulle den bestämda formen av mudiir uttalas /al mudiːr/.

### Betoning
Fastän ordbetoning inte är fonematiskt kontrastiv i standardarabiska har den ett starkt samband med vokallängd och stavelseform, och korrekt ordbetoning underlättar förståelsen. I allmänhet läggs betoning på "tunga" stavelser (det vill säga mer långvariga stavelser - en sluten stavelse eller en stavelse med en lång vokal). I ord med en stavelse med lång vokal drar den långa vokalen till sig betoningen (till exempel ki-'taab och   'kaa-tib). I ord med två långa vokaler drar den andra långa vokalen till sig betoningen (till exempel ma-kaa-'tiib). I ord med en "tung" stavelse där två konsonanter förekommer tillsammans eller samma konsonant är fördubblad får den (sista) tunga stavelsen betoningen (till exempel ya-ma-'niyy, ka-'tabt, ka-'tab-na, ma-'jal-lah, 'mad-ra-sah, yur-'sil-na). Denna sista regel övertrumfar de två första: ja-zaa-ʔi-'riyy.
I andra fall hamnar ordbetoningen vanligtvis på den första stavelsen:  'ya-man,  'ka-ta-bat och så vidare. Dialekten i Kairo (av egyptisk arabiska) har dock vissa egenheter, i det att en tung stavelse inte kan ha betoning mer än två stavelser från ordslut. Då kan mad-'ra-sah ha betoningen på den näst sista stavelsen, liksom qaa-'hi-rah.

### Dialektala variationer
Vissa dialekter kan ha fler eller färre fonem än de som listas i tabellen ovan. Till exempel används icke-arabiskt [v] i Maghrebdialekterna även i skriftspråket, mestadels för utländska namn. Semitiskt [p] blev [f] innan språket började nedtecknas, men ett litet antal arabiska dialekter, såsom irakisk arabiska (under inflytande från persiskan) skiljer mellan [p] och [b]. Interdentala frikativor ([θ] och [ð]) motsvaras av klusiler [t] och [d] i vissa dialekter (främst levantinsk och egyptisk arabiska) och av [s] och [z] i "lärda" ord från standardspråket. Tidigt under arabiskans expansion smälte de skilda emfatiska fonemen [dˁ] och [ðˁ] ihop till ett enda fonem, antingen det ena eller det andra. Som väntat använder dialekter utan interdentala frikativor enbart [dˁ], medan de som har sådana frikativor använder [ðˁ]. Återigen motsvaras i "lärda" ord från standardspråket [ðˁ] av [zˁ] i dialekter utan interdentala frikativor.
Ett annat typiskt särskiljande drag i arabiska dialekter är hur de återger standardspråkets [q] (tonlös uvular klusil): den behåller sitt ursprungliga uttal i vitt skilda områden som Jemen och Marocko (och bland druserna), medan det återges med [ɡ] – ett typiskt "beduinuttal" – i gulfarabiska, irakisk arabiska, övre Egypten och mindre urbaniserade delar av Levanten (till exempel Jordanien) och med en glottal klusil [ʔ] i många prestigedialekter, såsom de som talas i Kairo, Beirut och Damaskus. Alltså visar araber omedelbart sitt geografiska (och ibland klassmässiga) ursprung genom sitt uttal av ett ord som qamar "måne": [qamar], [ɡamar] eller [ʔamar].

## Grammatik

### Historia
På grund av islams snabba utbredning under 700-talet lärde sig många människor arabiska som ett lingua franca. Av denna anledning är de tidigaste grammatiska beskrivningarna av arabiskan ofta skrivna av icke-modersmålstalare. 
Den tidigaste grammatikern som är känd är ʻAbd Allāh ibn Abī Isḥāq (död 735 (117 H)).
Tre generationer grammatikers insatser kulminerade i boken av den persiske lärde Sibāwayhi (cirka 760–793).
Traditionellt indelas de grammatiska vetenskaperna i fem grenar:
- al-luġah (lexikon): insamling och förklaring av ordförrådet
- aṣ-ṣarf (morfologi): bestämning av de enskilda ordens form
- an-naḥw (syntax): i första hand ordböjning (iʻrab), som delvis redan hade försvunnit i dialekter
- al-ištiqāq (avledning): undersökning av ordens ursprung
- al-balāġah (retorik): stilistik och vältalighet

### Substantiv

#### Tillstånd
Ett arabiskt substantiv kan ta ett av tre tillstånd av bestämdhet: bestämd, obestämd och status constructus. Bestämd form markeras med artikeln al-. Obestämd form markeras med en ändelse -un (nunation). Status constructus är omarkerat och förekommer i första ledet av en genitivkonstruktion.

#### Artikel
Artikeln (adātu-t-taʻrīf) al- är oböjlig och uttrycker bestämd form hos ett substantiv oberoende av genus och numerus. Begynnelsebokstaven (hamzatu-l-waṣl) är instabil i så måtto att den försvinner i sandhi så att artikeln reduceras till -l- (fastän alif ändå bibehålls i skrift för tydlighetens skull).
Det arabiska l assimileras också med ett antal konsonanter (dentaler och sibilanter), så att i dessa fall artikeln i uttalet bara uttrycks genom geminering av substantivets begynnelsekonsonant.

#### Böjning
Ett arabiskt substantiv kan ta tre kasus: nominativ, genitiv och ackusativ, och tre numerus: singularis, dualis och pluralis. Normalt får substantiv ändelsen -u(n) i nominativ, -i(n) i genitiv och -a(n) i ackusativ. Kasusändelserna finns bara i formellt eller litterärt språkbruk. Formellt har varje substantiv en sådan ändelse, men i slutet av en mening uttalas ingen böjningsändelse ens i formellt tal, på grund av reglerna för "paus".
Pluralformen av substantiv bildas i vissa fall med ett suffix, men ofta genom att vokalstrukturen i ordet förändras. Det finns ett antal mönster för hur detta går till. Sådan pluralbildning förekommer även i andra semitiska språk, men ingenstans är den så utbredd som i arabiskan.

#### Genus
Arabiskan har två genus som uttrycks genom kongruens med pronomen, verb och adjektiv.
Dessa genus beskrivs ofta som maskulinum och femininum, men situationen är mer komplicerad än så. Former för "femininum" singular används också för att uttrycka "singulativer", som är plural av döda ting av båda grammatiska genus.
Markören för femininum är ett -t-suffix, men vissa substantiv utan denna markör kongruerar också som femininum. Redan i klassisk arabiska uttalades inte -t-markören i pausa. Den skrivs med en särskild bokstav (ta marbuta) som visar att ett t-ljud ska uttalas i sandhi, men inte i pausa.

### Verb
Liksom i många andra semitiska språk baseras verbbildningen i arabiskan på en rot som (vanligen) består av tre konsonanter. Roten är i sig inget ord men innehåller den semantiska kärnan. Konsonanterna k-t-b, exempelvis, indikerar 'skriva', q-r-ʼ indikerar 'läsa', ʼ-k-l 'äta' etcetera. Ord bildas genom att roten tillförs en vokalstruktur och affix. Traditionellt har arabiska grammatiker använt roten f-ʻ-l 'göra' som mall för att diskutera ordbildning. Verben personböjs.

## Språkträd
Den talade arabiskan finns i många olika varianter. Det finns ingen koncensus om vad "arabiska" är exakt: ett eget språk eller ett makrospråk med lokala varianter. Här anges de varianter som är så särpräglade att de har egna språkkoder. Flertalet saknar eget skriftspråk.
- Afroasiatiska språk
  - Semitiska språk
    - Centralsemitiska språk
      - Sydliga centralsemitiska språk
        - Arabiska
          - Sahara-algerisk arabiska
          - Algerisk arabiska
          - Baharnaarabiska
          - Cypriotisk arabiska
          - Dhofariarabiska
          - Östegyptisk bedawiarabiska
          - Egyptisk arabiska
          - Gulfarabiska
          - Hadramiarabiska
          - Hassaniyya
          - Hijaziarabiska
          - Irakisk arabiska
          - Judeoirakisk arabiska
          - Judeomarockansk arabiska
          - Judeotripolitansk arabiska
          - Judeotunisisk arabiska
          - Judeojemenitisk arabiska
          - Libysk arabiska
          - Maltesiska
          - Mesopotamsk arabiska
          - Marockansk arabiska
          - Najdiarabiska
          - Nordlevantinsk arabiska
          - Nordmesopotamsk arabiska
          - Omaniarabiska
          - Övre Egypten-arabiska
          - Sanaaniarabiska
          - Shihhiarabiska
          - Sydlevantinsk arabiska
          - Standardarabiska [ABV]
          - Sudanesisk arabiska
          - Ta'izzi-adeniarabiska
          - Tadzjikisk arabiska
          - Tchadisk arabiska (tourkou)
          - Tunisisk arabiska
          - Uzbekisk arabiska

## Arabiska lånord
Några lånord som kommit till svenskan från arabiska är amiral, algebra, siffra, alkemi, alkohol, socker och soffa.
Många olika språk i många olika språkfamiljer (bl.a. indoeuropeiska språk, niger-kongospråk och turkspråk) har lånat ord eller skrift från arabiska.